# Davydd Greenwood
Davydd Greenwood – profesor antropologii i dyrektor Institute for European Studies na Cornell University.
Jest znanym przedstawicielem nurtu action research, prowadził badania w Hiszpanii w kraju Basków, gdzie analizował Mondragón, zarządzanie partycypacyjne i fenomen spółdzielni. Obecnie bada rozwój idei uniwersytetu w erze korporacji.
Jest członkiem korespondentem hiszpańskiej Królewskiej Akademii Nauk.

## Publikacje
- Introduction to Action Research: Social Research for Social Change. Thousand Oaks, California, Sage Publications, Inc (współautor: Morten Levin, publikacja napisana w 1998)
- Industrial Democracy as Process: Participatory Action Research in the Fagor Cooperative Group of Mondragón. Assen-Maastricht, Van Gorcum Publishers (współautorzy: José Luis González, Julio Cantón Alonso, Ino Galparsoro Markaide, Alex Goiricelaya Arruza, Isabel Legarreta Nuin, i Kepa Salaberría Amesti, publikacja napisana w 1992)